# Hans Jacob Nilsen

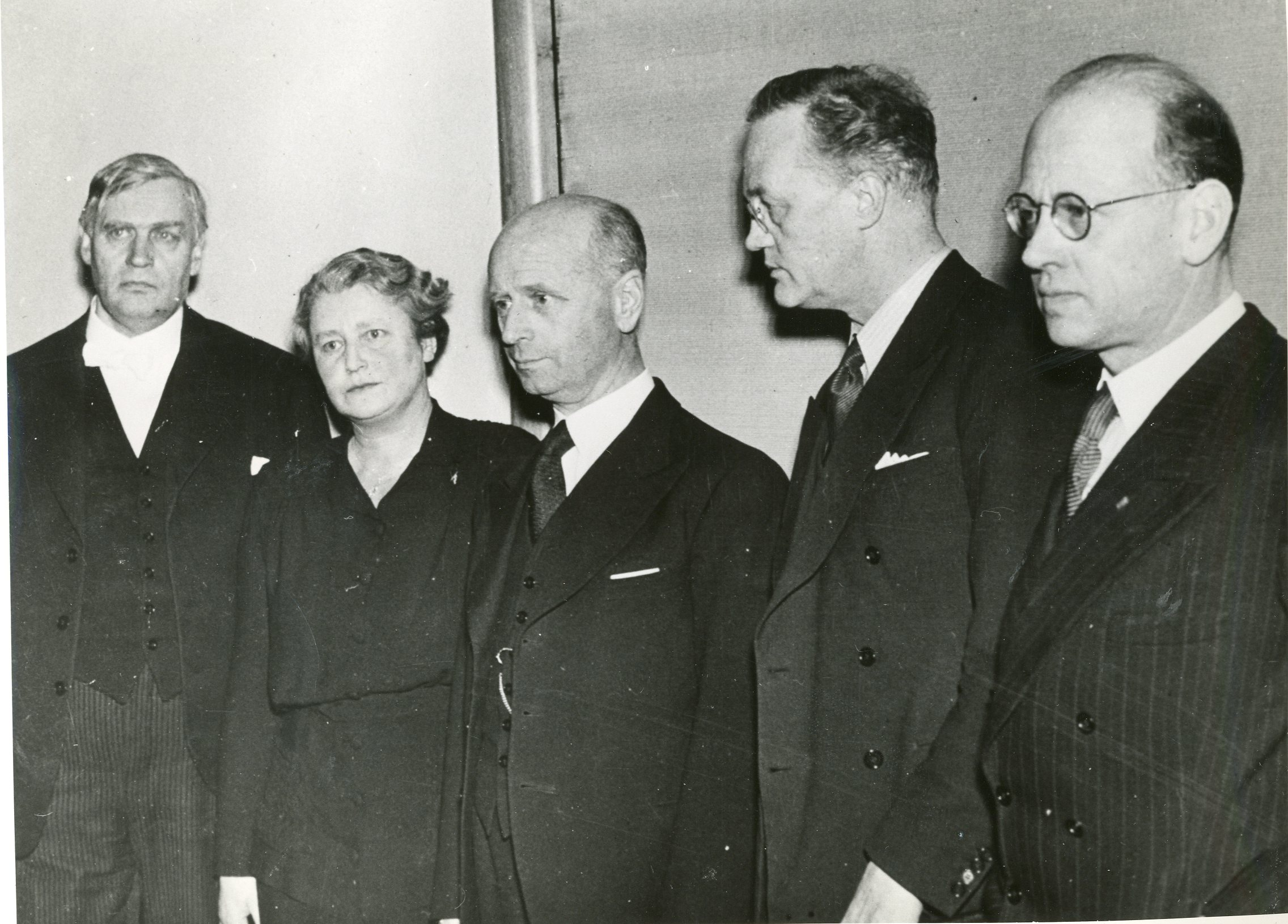
Desde la derecha: Hans Jacob Nilsen, Sigurd Hoel, Jens Bull, Johanne Grieg Cederblad y Carl Cederblad en 1944

Hans Jacob Nilsen (8 de noviembre de 1897-6 de marzo de 1957) fue un actor y director teatral y cinematográfico de nacionalidad noruega. Fue director en el Teatro Den Nationale Scene y en el Teatro del Pueblo de Oslo, y en dos períodos separados en el Det Norske Teatret.

## Biografía
Nacido en Fredrikstad, Noruega, en sus inicios se preparó como ingeniero mecánico. Sin embargo, acabó desarrollando una carrera teatral que comenzó como actor, y que desarrolló en teatros de Bergen, Trondheim y Oslo. 
Siendo todavía estudiante en Trondheim, en 1917 interpretó a Rocambole en la revista UKErevyen, llevada a cabo por alumnos en el festival UKA, lo que le valió ser conocido en esa época por el apodo Rocambole. Fue director artístico del Studentersamfundets Interne Teater en 1919, 1920 y 1921, ganando ese último año el galardón Den Gyldne Kat concedido por la organización. En esa época interpretó los papeles principales de las obras de Shakespeare Hamlet y Otelo.
En los años 1934 a 1939 fue director del Teatro Den Nationale Scene. Además, dirigió el Det norske teatret en 1933-1934 y en 1946-1950. Avanzada ya su carrera teatral, dirigió el Teatro del Pueblo de Oslo.
Su debut en el cine llegó con Syndere i sommersol en 1934, actuando también en To levende og en død en 1937. En 1935, Nilsen había dirigido el estreno de Vår ære og vår makt, obra del escritor marxista Nordahl Grieg. La representación despertó un considerable interés y controversia a causa de su contenido social crítico. Fue un éxito financiero en parte gracias a la dirección de Nilsen y al diseño de los decorados. 
Durante la ocupación de Noruega por la Alemania nazi, Nilsson hubo de huir a Suecia. En 1947 llamó la atención del público al dirigir Peer Gynt, obra en la cual él también interpretó el papel principal. En la representación, Nilsen decidió utilizar música de Harald Sæverud en vez de la escrita por Edvard Grieg para la obra. Él consideraba que la música de Grieg, aunque de indudables cualidades musicales, no relataba la misma historia que el texto de Henrik Ibsen.
En 1951 dirigió la película Dei svarte hestane, basada en la novela de Tarjei Vesaas del mismo título.
Hans Jacob Nilsen falleció en Oslo, Noruega, en 1957, a causa de un cáncer. Había estado casado con Sophie Munch Roede, y tenía una hija, Sidsel Marie Nilsen, que escribió un libro con motivo del centenario del nacimiento de su padre en 1997: Helst mot urolig vær, título derivado del poema de Henrik Ibsen «Terje Vigen».

## Filmografía
- 1934 : Syndare i sommarsol
- 1937 : To levende og en død
- 1951 : Dei svarte hestane